# Standwaage

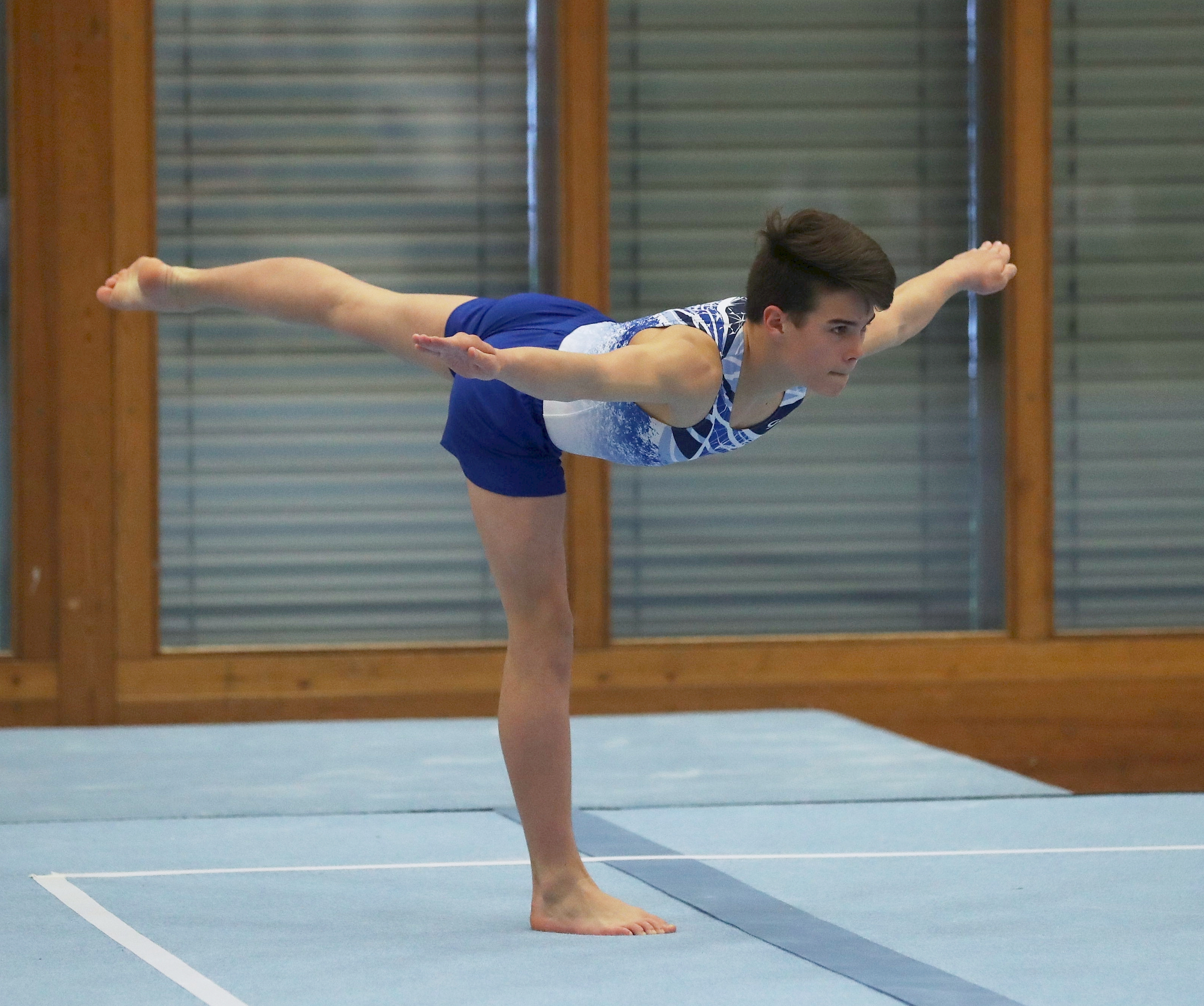
Standwaage am Boden, durchgeführt von einem tschechischen Jugendturner beim 24. Rheintalcup

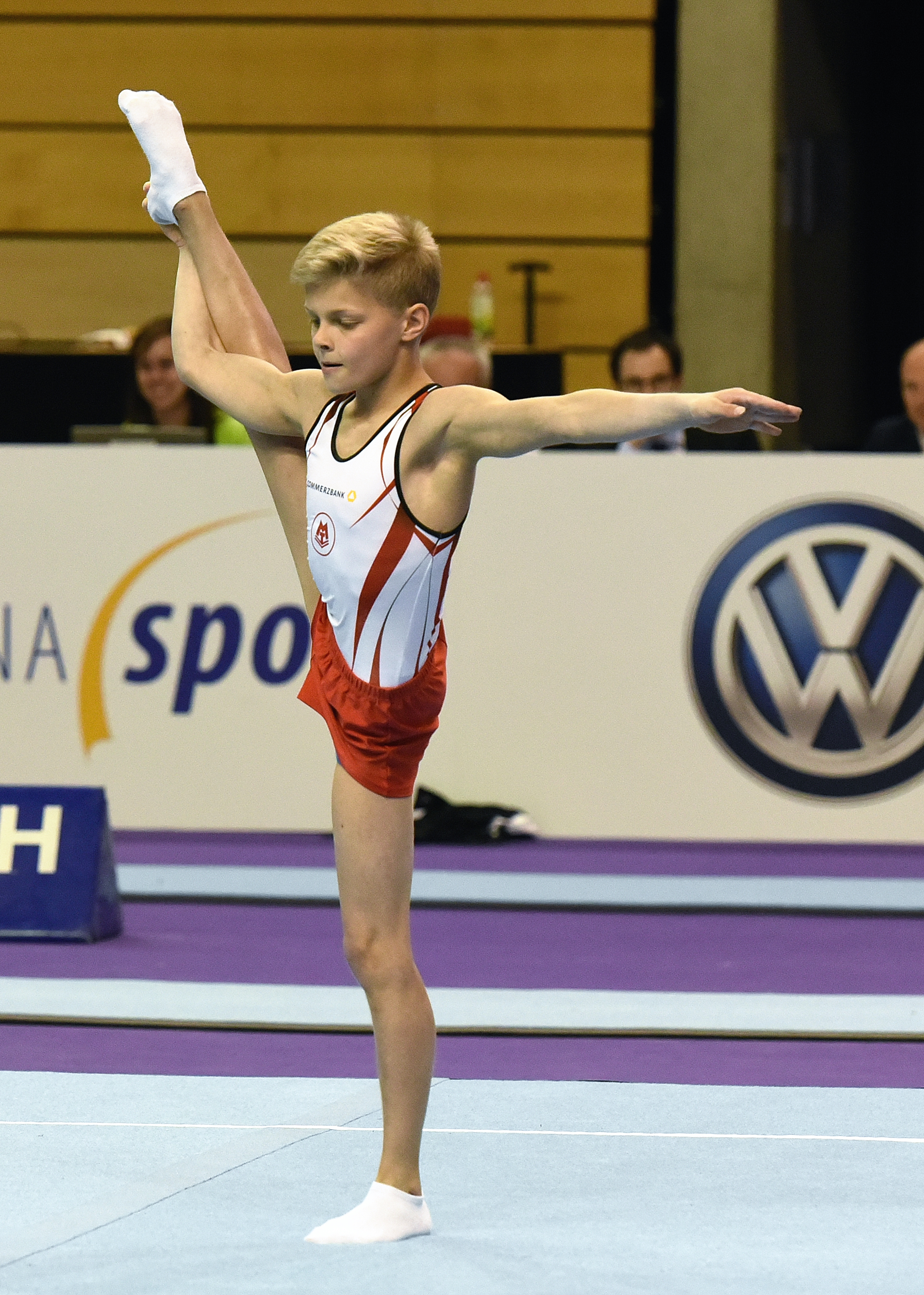
Standwaage mit zum Spagat gespreizten Beinen eines Jugendturners beim Internationalen Deutschen Turnfest 2017.

Die Standwaage ist eine Turnübung, die auf dem Schwebebalken oder beim Bodenturnen durchgeführt wird. Bei einer Standwaage steht man auf einem Bein, während das andere gestreckt im 90°-Winkel oder höher nach hinten zeigt. Die Arme werden nach links und rechts ausgestreckt. Diese Haltung muss meistens 3–5 Sekunden gehalten werden. Für ungestreckte Füße oder Beine und einen zu kleinen Winkel der beiden Beine werden in der Kür Punkte abgezogen.

## Standwaage beim Voltigieren
Beim Voltigieren zählt die Standwaage zu den Kürübungen. Die Anforderung an die Körperhaltung unterscheiden sich leicht von denen der Turner: Hier bilden Spielbein (das ausgestreckte Bein), Oberkörper und – je nach Ausführung – die Arme annähernd eine Gerade in der Waagerechten. Wird das Spielbein in deutlich weiterem Winkel als 90° vom Standbein nach hinten abgespreizt, spricht man stattdessen von einem Standspagat (umgangssprachlich auch „Nadel“). Die Position muss mindestens drei Takte (Galoppsprünge) lang ausgehalten werden.
Beliebte Ausführungen der Übung sind die Standwaage in der Schlaufe und die freie Standwaage im Griff.